# Piotrówek (Kobyłka)
Piotrówek – dzielnica Kobyłki, w województwie mazowieckim, w powiecie wołomińskim. Leży we wschodniej części Kobyłki, przy granicy z Wołominem. Do 1957 samodzielna miejscowość.
Osada powstała w czasach parcelacji kobyłeckiego majątku ziemskiego, kiedy to właściciele nadawali poszczególnym terenom imiona swoich dzieci (Antolek, Jędrzejek, Piotrówek, Stefanówka).
W latach 1867–1928 kolonia w gminie Radzymin, a 1928–1954 w gminie Kobyłka w powiecie radzymińskim. 20 października 1933 utworzył gromadę w granicach gminy Kobyłka, składającą się z kolonii Piotrówek i Natalin. Od 1 lipca 1952 w powiecie wołomińskim.
W związku z reorganizacją administracji wiejskiej jesienią 1954 Piotrówek wszedł w skład gromady Kobyłka.
1 stycznia 1957 gromadę Kobyłka przekształcono w osiedle, przez co Piotrówek stał się integralną częścią Kobyłki, a w związku z nadaniem Kobyłce praw miejskich 1 stycznia 1969 – częścią miasta.

## Ulice
W granicach Piotrówka znajdują się następujące ulice:
Akacjowa, Jana Brzechwy, Brzozowa, Ks. Gen. Stanisława Brzóski, Bukowa, Cedrowa, Cisowa, Czarna Kawka, Czarnoleska, Dębowa, Dojazdowa, Jabłonkowska, Jałowcowa, Jarzębinowa, Jaśminowa, Kalinowa, Kasztanowa, Krechowiecka, Jana Kochanowskiego, Krótka, Kwiatowa, Bolesława Leśmiana, Mała, Modrzewiowa, Natolińska, Cypriana Kamila Norwida, Okopowa, Pana Tadeusza, Parkowa, Pionierska, Powstańców, Promienna, Ks. Władysława Rosłana, Słoneczna, Spokojna, Świerkowa, Jerzego Turka, Urszulki, Ustronie, Ks. Marcelego Weissa, Wiesławska, Wierzbowa, Zaciszna, Zagórna.